# 란달 브레네스
란달 브레네스 모야(스페인어: Randall Brenes Moya, 1983년 7월 21일 ~ )는 코스타리카의 전 축구 선수이다.